# Saint-Romain-au-Mont-d'Or
Saint-Romain-au-Mont-d'Or là một xã thuộc tỉnh Rhône trong vùng Rhône-Alpes phía đông nước Pháp. Xã này nằm ở khu vực có độ cao trung bình 165 mét trên mực nước biển.